# 2006 RH120
2006 RH120 — маленький околоземный астероид диаметром около 2—3 метров, который обычно обращается вокруг Солнца, но приближается к системе Земля — Луна примерно каждые 20 лет. Время от времени объект переходит на геоцентрическую орбиту. В период такого временного захвата спутника этот метеороид становится единственным известным естественным спутником Земли помимо Луны. В то же время Алан Харрис из Space Science Institute отмечает, что «называть кусок мусора на временной циклической орбите „спутником“, учитывая всю смысловую нагрузку данного термина, — это всего лишь преувеличение».
В последний раз объект находился на околоземной орбите с сентября 2006 года по июнь 2007 года. До того, как 18 февраля 2008 года объект был признан малой планетой с присвоением номера, он был известен как 6R10DB9 (внутренний номер, присвоенный Catalina Sky Survey).
При открытии объекта возник спор о его происхождении. Ему не было изначально присвоено формальное наименование, так как его размеры, орбита и спектр (совпадающий с титановыми белилами, которые использовались для покраски ракет «Сатурн-5») указывали, что он может быть искусственным. Такие объекты уже открывались ранее: так, объект J002E3, в настоящее время считающийся ускорителем третьей ступени S-IVB ракеты Сатурн, использовавшейся при запуске Аполлона-12, находится на практически идентичной орбите.

## История
2006 RH120 был открыт 14 сентября 2006 года на 27-дюймовой камере Шмидта в ходе Каталинского небесного обзора, проводившегося в Аризоне. При открытии объекту был присвоен внутренний номер «6R10DB9». Обычно этот номер используется лишь на странице подтверждения околоземных объектов Центра малых планет, до тех пор пока не будет подтверждена классификация объекта как малого тела Солнечной системы и не будет присвоено обозначение Международного астрономического союза. Объект был добавлен на страницу подтверждения 14 сентября и позже был удалён оттуда с пояснением, что он не является малой планетой. Предварительные вычисления орбиты показали, что объект был захвачен гравитационным полем Земли с гелиоцентрической орбиты с периодом примерно 11 месяцев, которая была похожей на орбиты большого числа израсходованных ракетных ускорителей, использовавшихся в программе «Аполлон» в 1960-х — 1970-х годах.
Позже было установлено, что объект достаточно мал, чтобы давление солнечного ветра существенным образом влияло на его движение. Однако Пол Чодас из группы динамики солнечной системы Jet Propulsion Laboratory предположил, что пертурбации орбиты соответствуют каменному, а не искусственному объекту. По одной из гипотез, объект является куском скалы с Луны, выброшенным при падении метеорита. 18 февраля 2008 года объекту был присвоен номер и обозначение малой планеты.
Объект совершил четыре оборота вокруг Земли, прежде чем был выброшен на гелиоцентрическую орбиту после прохождения перигея в июне 2007 года. Объект приблизился к Земле на минимальное расстояние 276 485 км.

## Перигей 14 июня 2007 года
14 июня 2007 года 2006 RH120 в четвёртый и последний раз сблизился с Землёй. Его видимая звёздная величина составляла в этот момент 18,5-19,0.
Астрономы обсерватории Голдстоун в Калифорнии произвели его радарные астрометрические измерения 12, 14 и 17 июня 2007 года.
В настоящее время[когда?] объект находится на гелиоцентрической орбите. К 2017 году, он будет, скорее всего, находиться на расстоянии 2 астрономических единиц от Земли по другую сторону Солнца. Систематические отклонения в положении объекта, вероятно, указывают, что модель определения давления солнечного ветра может быть слишком простой, чтобы адекватно описывать его движение в течение длительных периодов времени. Следующее предсказанное сближение объекта с Землёй состоится в 2028 году.